# Arquitectura x86-64

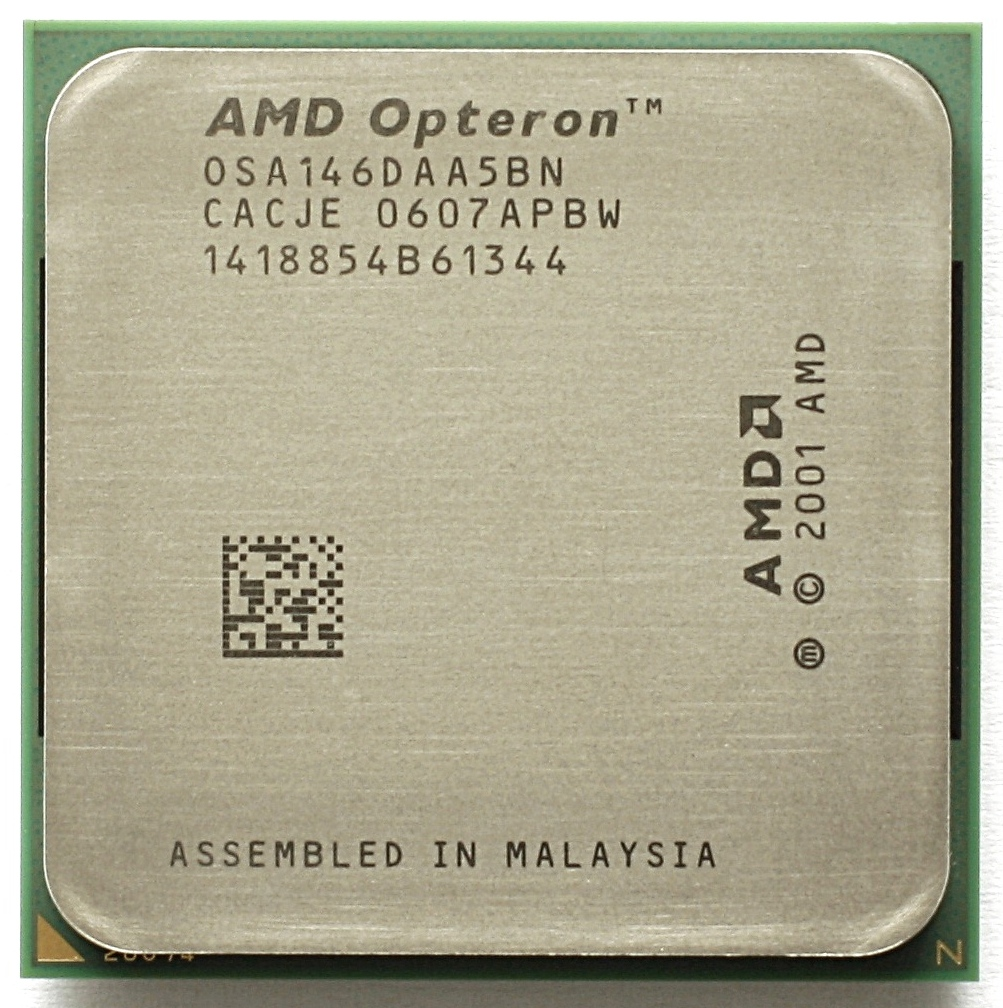
AMD Opteron, la primera CPU a introduir les extensions x86-64 l'abril de 2003.

x86-64 (també conegut com x64, x86_64, AMD64 i Intel 64) és una versió de 64 bits del conjunt d'instruccions x86, llançada per primera vegada el 1999. Va introduir dos nous modes de funcionament, el mode de 64 bits i el mode de compatibilitat, juntament amb un nou mode de paginació de 4 nivells.

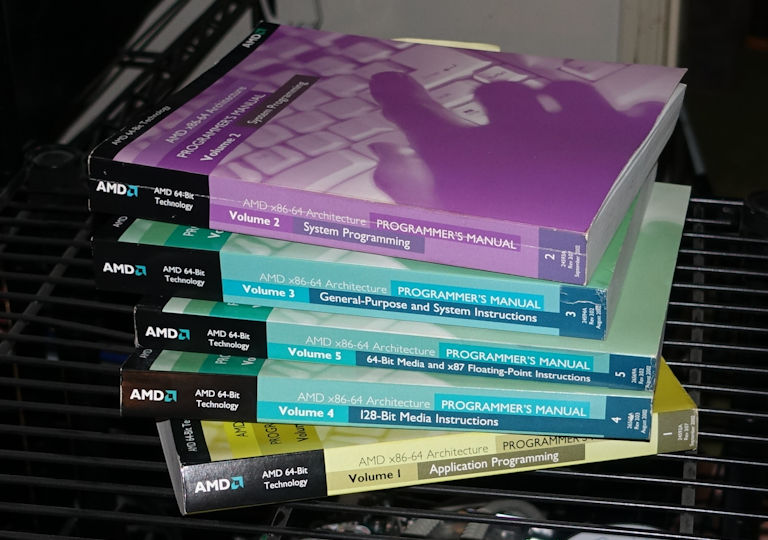
El conjunt de cinc volums del manual del programador d'arquitectura x86-64, tal com va publicar i distribuir AMD el 2002.

Amb el mode de 64 bits i el nou mode de paginació, admet quantitats molt més grans de memòria virtual i memòria física del que era possible als seus predecessors de 32 bits, permetent als programes emmagatzemar quantitats més grans de dades a la memòria. x86-64 també amplia els registres de propòsit general a 64 bits i n'amplia el nombre de 8 (alguns dels quals tenien una funcionalitat limitada o fixa, per exemple, per a la gestió de la pila) a 16 (totalment general), i ofereix moltes altres millores. L'aritmètica de coma flotant és compatible amb instruccions obligatòries semblants a SSE2, i els registres d'estil x87/MMX no s'utilitzen generalment (però encara estan disponibles fins i tot en mode de 64 bits); en canvi, s'utilitza un conjunt de 16 registres vectorials, de 128 bits cadascun. (Cada registre pot emmagatzemar un o dos nombres de precisió doble o d'un a quatre nombres de precisió única, o diversos formats d'enters.) En el mode de 64 bits, les instruccions es modifiquen per admetre operands de 64 bits i el mode d'adreçament de 64 bits.
El mode de compatibilitat definit a l'arquitectura permet executar aplicacions d'usuari de 16 i 32 bits sense modificar, coexistint amb aplicacions de 64 bits si el sistema operatiu de 64 bits les admet.  Com que els conjunts d'instruccions x86 de 16 i 32 bits es mantenen implementats al maquinari sense cap emulació intervinguda, aquests executables més antics es poden executar amb poca o cap penalització de rendiment, mentre que les aplicacions més noves o modificades poden aprofitar les noves característiques del disseny del processador per aconseguir millores de rendiment. A més, un processador que admet x86-64 encara s'encén en mode real per a una compatibilitat total amb el 8086, tal com han fet els processadors x86 que admeten el mode protegit des del 80286.
L'especificació original, creada per AMD i llançada l'any 2000, ha estat implementada per AMD, Intel i VIA. La microarquitectura AMD K8, als processadors Opteron i Athlon 64, va ser la primera a implementar-la. Aquesta va ser la primera incorporació significativa a l'arquitectura x86 dissenyada per una empresa diferent d'Intel. Intel es va veure obligat a seguir el mateix i va introduir una família NetBurst modificada que era compatible amb el programari amb les especificacions d'AMD. VIA Technologies va introduir x86-64 a la seva arquitectura VIA Isaiah, amb el VIA Nano.